# Гемптон (Айова)
Гемптон (англ. Hampton) — місто (англ. city) в США, в окрузі Франклін штату Айова. Населення — 4337 осіб (2020).

## Географія
Гемптон розташований за координатами 42°44′31″ пн. ш. 93°12′18″ зх. д. / 42.74194° пн. ш. 93.20500° зх. д. (42.742005, -93.204968).  За даними Бюро перепису населення США в 2010 році місто мало площу 11,47 км², уся площа — суходіл.

## Демографія
Згідно з переписом 2010 року, у місті мешкала 4461 особа в 1752 домогосподарствах у складі 1125 родин. Густота населення становила 389 осіб/км².  Було 1971 помешкання (172/км²).
Расовий склад населення:
| - 89,1 % — білих - 0,6 % — чорних або афроамериканців - 0,3 % — азіатів - 0,2 % — корінних американців - 0,1 % — вихідців з тихоокеанських островів - 7,2 % — осіб інших рас |

До двох чи більше рас належало 2,6 %. Частка іспаномовних становила 21,5 % від усіх жителів.
За віковим діапазоном населення розподілялося таким чином: 26,0 % — особи молодші 18 років, 55,0 % — особи у віці 18—64 років, 19,0 % — особи у віці 65 років та старші. Медіана віку мешканця становила 38,9 року. На 100 осіб жіночої статі у місті припадало 97,6 чоловіків;  на 100 жінок у віці від 18 років та старших — 92,3 чоловіків також старших 18 років.
Середній дохід на одне домашнє господарство  становив 54 188 доларів США (медіана — 45 942), а середній дохід на одну сім'ю — 63 444 долари (медіана — 51 581). Медіана доходів становила 37 794 долари для чоловіків та 31 148 доларів для жінок. За межею бідності перебувало 17,2 % осіб, у тому числі 27,2 % дітей у віці до 18 років та 5,1 % осіб у віці 65 років та старших.
Цивільне працевлаштоване населення становило 2040 осіб. Основні галузі зайнятості: освіта, охорона здоров'я та соціальна допомога — 24,8 %, виробництво — 19,7 %, науковці, спеціалісти, менеджери — 11,6 %, сільське господарство, лісництво, риболовля — 8,9 %.